# El cigne de Tuonela

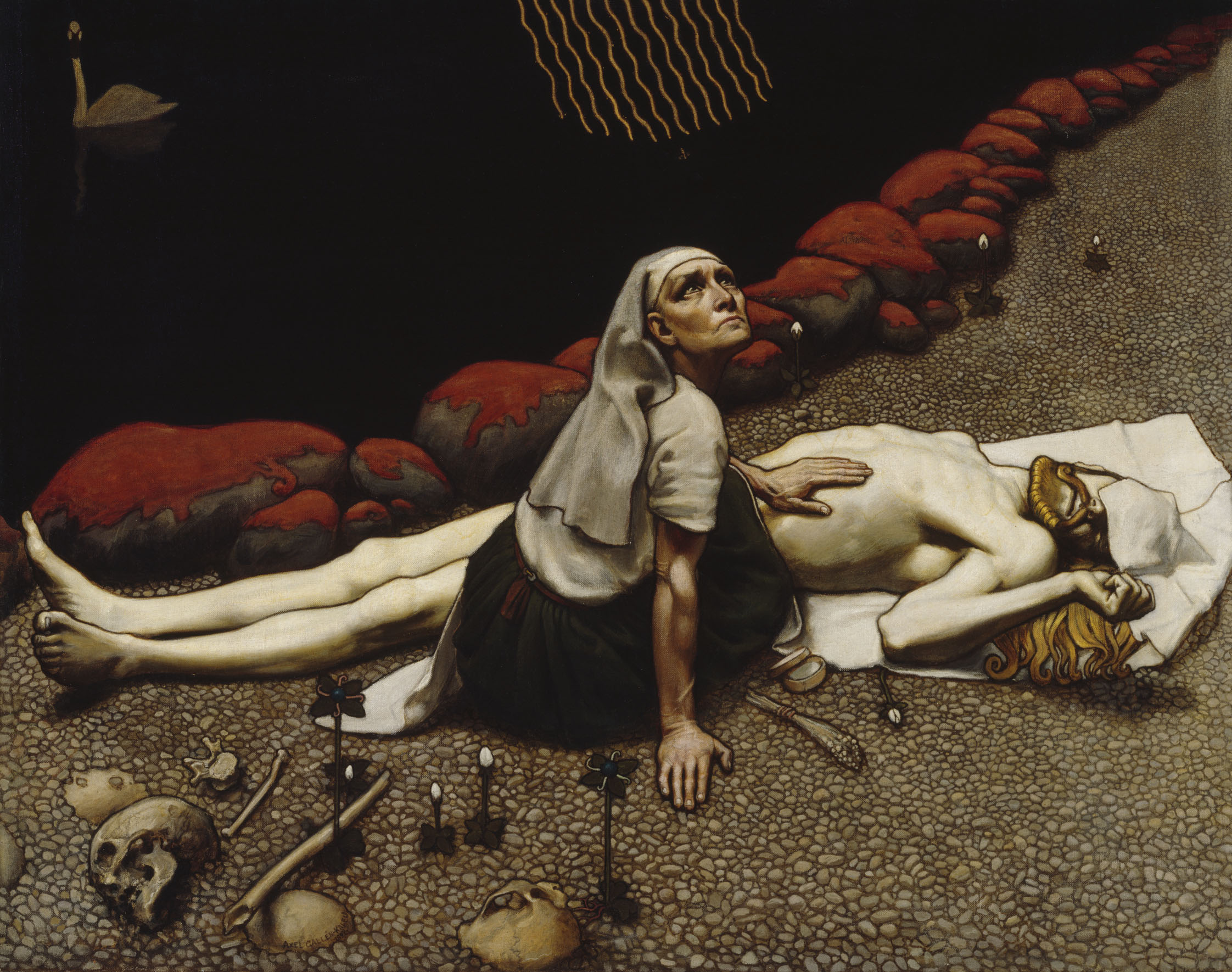
El quadre d'Akseli Gallen-Kallela de 1897 titulat Lemminkäisen äiti (La mare de Lemminkäinen), mostrant la mare amb el seu fill mort, en un passatge de la llegenda del cigne de Tuonela.

El cigne de Tuonela (en finès, Tuonelan joutsen) és un poema simfònic compost el 1895 pel finlandès Jean Sibelius. Forma part de la Suite Lemminkäinen (Quatre Llegendes de la Kalevala), Op. 22, basat en el Kalevala, l'epopeia nacional de mitologia finlandesa.
El poema simfònic està orquestrat per a una petita orquestra de corn anglès, oboè, clarinet baix, dos fagots, quatre trompes, tres trombons, timbales, bombo, arpa, i cordes. El corn anglès és la veu del cigne, i el seu solo és potser el solo per a corn anglès més conegut del repertori orquestral.
La música pinta una delicada i transcendental imatge d'un cigne místic nedant a Tuonela, el regne dels morts. Lemminkäinen, l'heroi de l'epopeia, té com a missió assassinar el cigne; però al camí, rep un tret d'una fletxa enverinada i mor. A la següent part de la història és tornat a la vida.
El Cigne de Tuonela va ser compost originalment el 1893 com el preludi a un projecte d'òpera anomenada La construcció d'un vaixell, per Sibelius, revisat dos anys més tard, convertint-se en la segona secció de la seva Suite Lemminkäinen formada per quatre poemes simfònics, que es va estrenar el 1896. Va revisar la peça dues vegades més, el 1897 i 1900. Sibelius no deixa constància de la seva composició a la seva correspondència o diaris, i el manuscrit original s'ha perdut. L'obra va ser publicada per primera vegada per KF Wasenius a Hèlsinki, Finlàndia, l'abril de 1901. La firma alemanya Breitkopf & Härtel també el va publicar a Leipzig, aquell mateix any.